# 平地地蔵
- 平地地蔵
- 平智地蔵
- 平治地蔵

平地地蔵（へいちじぞう）は、京都府京丹後市大宮町上常吉の平智山地蔵院境内にある石造地蔵菩薩立像。下常吉の常林寺（曹洞宗）が管理している。蓮華座に立つ石像で高さ5メートル。立像の石仏としては京都府下で最大級のもので、常林寺八世勝音和尚が広く喜捨を仰いで江戸時代後期の1833年（天保4年）3月に建立した。顔面の、口の右上に黒点があることから、「あざとり地蔵」としても信仰される。「石造地蔵菩薩像」の名称で京丹後市指定文化財に指定されている。

## 由来
平地地蔵造立のための費用は、礼拝対象あるいは峠を往来するにあたり安全祈願のためとの名目で、曹洞宗45カ寺、臨済宗3カ寺、日蓮宗1寺が宗派を超えて呼びかけを行い、丹後・丹波地方を中心に約75,000人から寄付が集められた。開眼供養は1833年に営まれた。
地蔵造立の由来は諸説ある。造立の中心となった常林寺（下常吉）には、寄付者等について記録した関係文書が約200ページ残されており、それによると、京都や大坂などの遠隔地や、約4,000人の旅人の喜捨が含まれている。この旅人の喜捨の多さに着目した郷土史家の安見幸八は、1987年（昭和62年）に、山賊・追剥に襲われないことを願って交通の要衝であった峠の頂上に平地地蔵を築いたという旅路平安祈願説を発表した。平地峠は、江戸時代には丹後ちりめんで隆盛を極めた峰山藩と、宮津藩加悦谷地域を結び、機屋から京問屋へ、生ちりめんを運び金子を持ち帰る飛脚が往来する街道筋であった。一方、常林寺古文書の解析に取り組んだ安田正明・千恵子夫妻は、1999年（平成11年）に、平地地蔵は文政5年の宮津藩の農民一揆で犠牲となった義民の吉田新兵衛を追弔するためのもので、藩に処刑された新兵衛の供養を公にできなかったことから、表向きは旅路平安祈願と称して造立したとする見解を発表した。

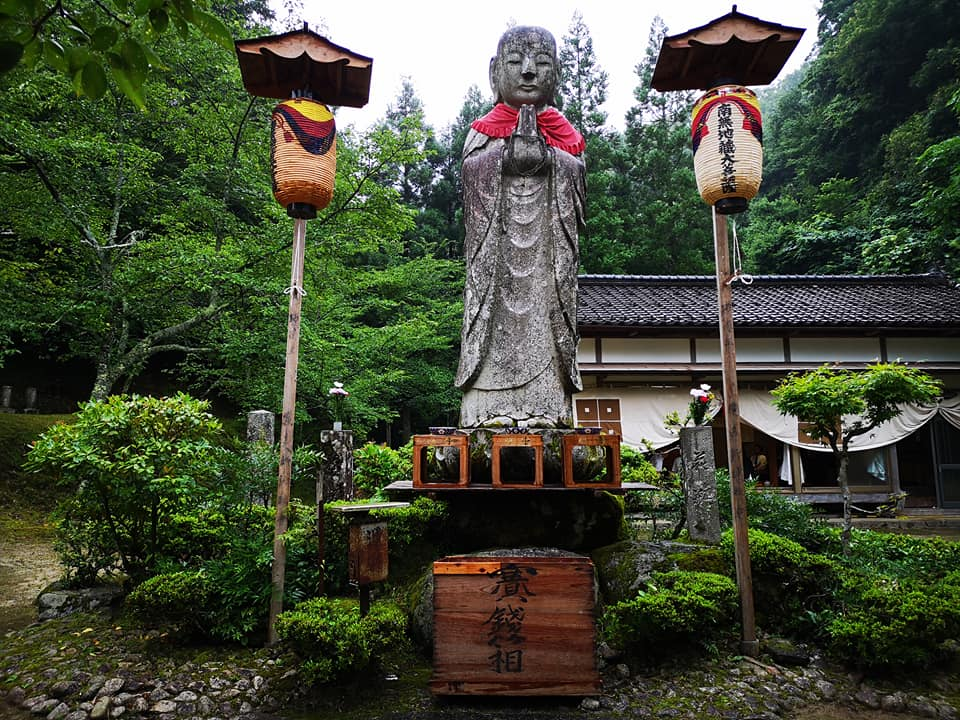
平地地蔵祭2019年7月

## 構造
立像の石仏で、台座を含む高さは約5メートル。地蔵のみの高さは約3.5メートルで、体重は約4,200キログラムと推定される。材料の石は、約1.5キロメートル離れた上常吉の「安田の谷」から切り出された。この経緯について、上常吉の伝承によれば、石を切り出した場所は現存し、府道から直線で500メートルほど入った場所である。丈夫な蔓で縛った原石を1日あたり約100人の人力で田んぼを引きずり、数日がかりで平地峠まで移動し、そこで石工が地蔵を彫ったと台座に刻まれている。石の運搬には約300人の信者が加わり、峠を越えた与謝郡からも助力がやってきた。そのため焼き飯などの炊き出しが施され、酒は飲み放題とされた。
平地地蔵は、1927年（昭和2年）3月7日の北丹後地震で前方に転倒して足の親指の一部を欠損したが、大きな損傷を受けなかった理由は、積雪により守られたものと思われる。

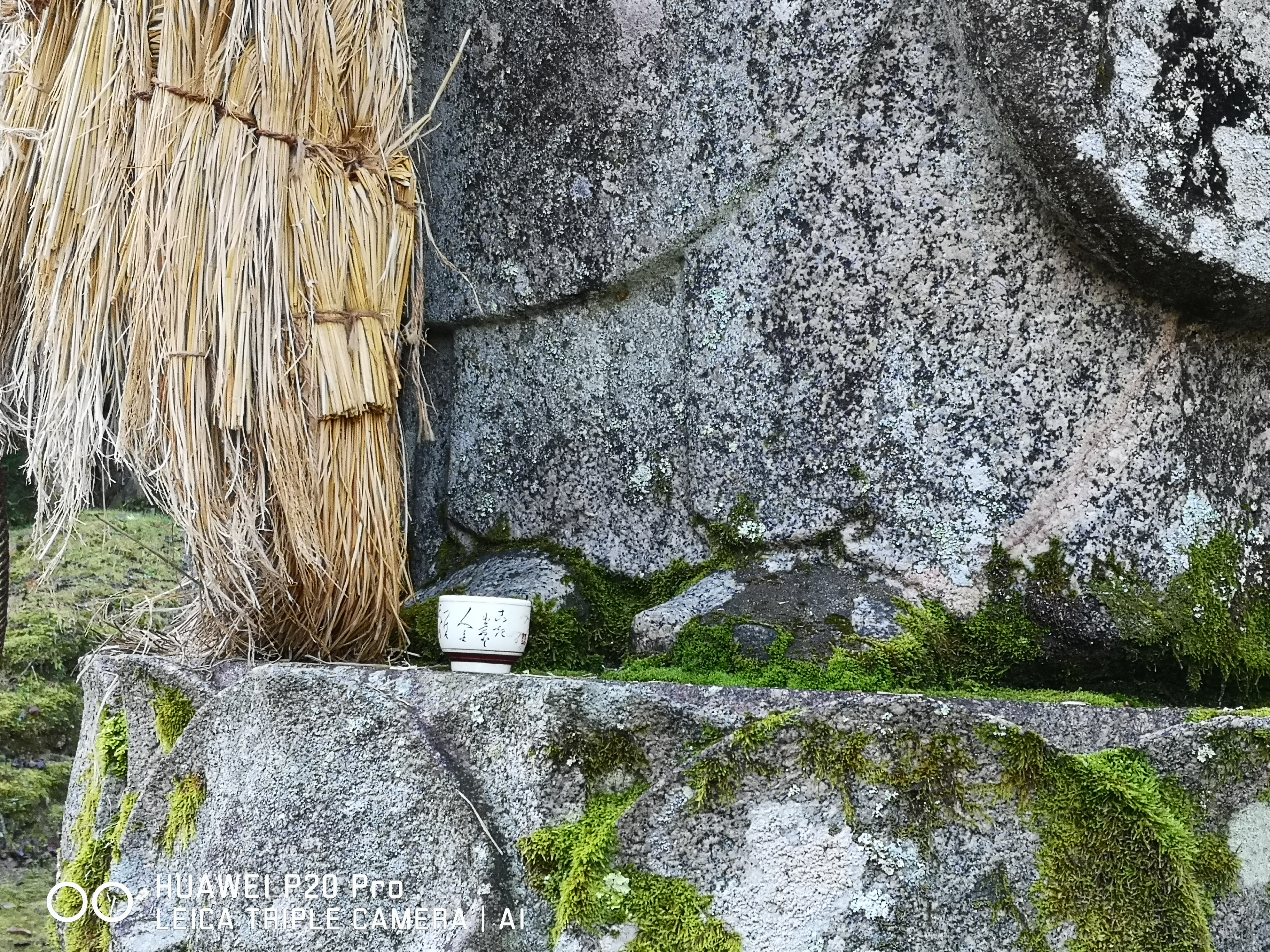
北丹後地震で転倒し、一部が欠損した平地地蔵の足

## 製作者
像の製作は鱒留村（現京都府京丹後市峰山町鱒留）の石工である初代・長谷川松助（生年不詳 - 1853年6月22日没）。松助は丹後国内各地で石灯籠や狛犬などを製作し、金刀比羅神社の通称「狛猫」も松助の作である。

## 行事

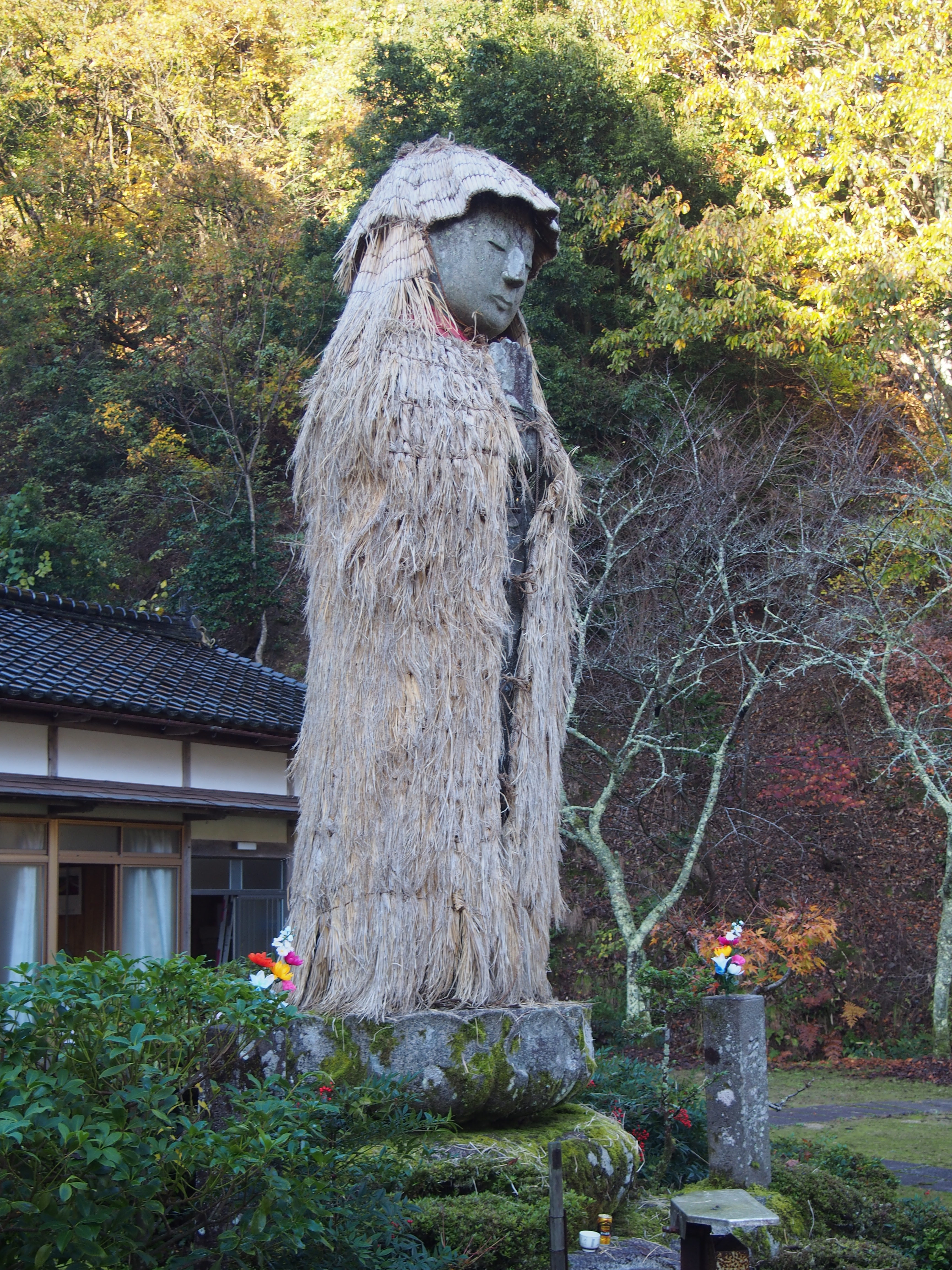
蓑笠が着せられた平地地蔵

• 平地地蔵公園祭
毎年7月23日に夜祭が行われる（近年は担い手不足により第3週末に祭礼日を移行した）。
 • 蓑着せ（こもきせ）
毎年11月23日に行われる。餅藁製の笠（頭巾）・蓑が着せられ、21世紀では季節の風物詩となっている。笠・蓑の総重量は約60キログラム。一連の行事は午前8時から、常林寺の住職が般若心経を唱える法要を行った後、下常吉地区の世話役の住民が数人がかりで、はしごや竹ざおを用いて行う。

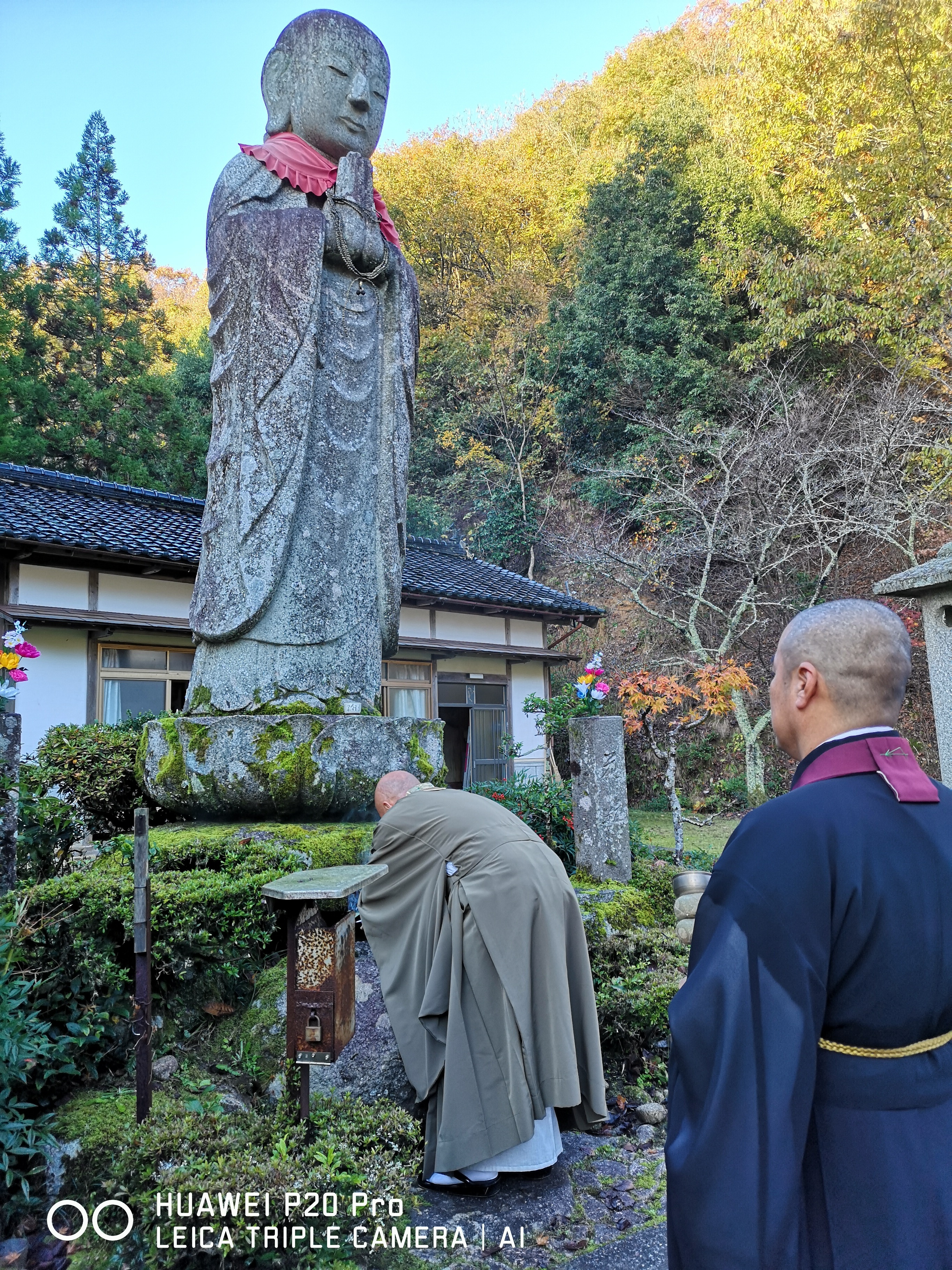
蓑着せ(1)常林寺の法要
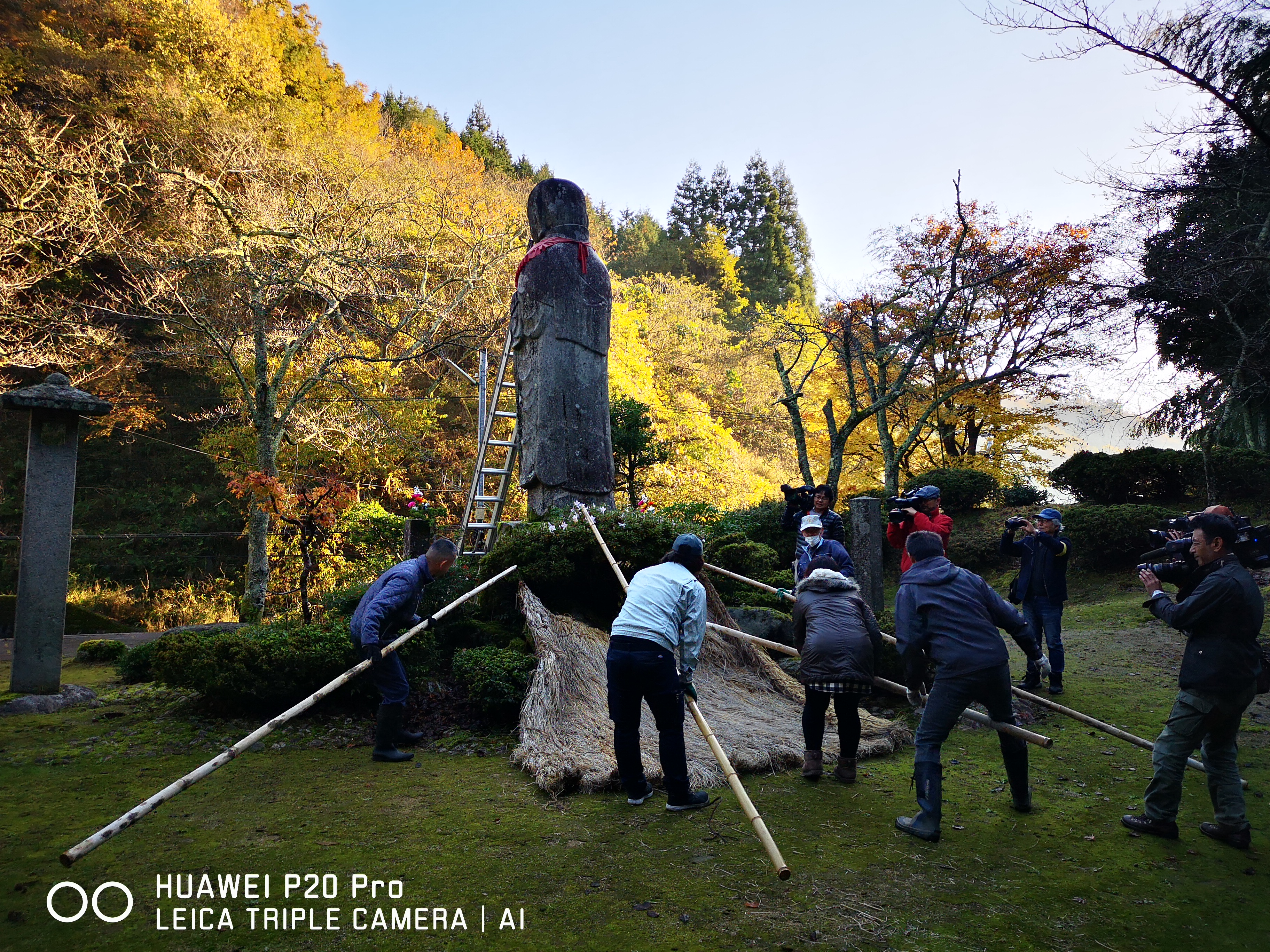
蓑着せ(2)竹竿で蓑を地蔵の肩まで持ちあげる。
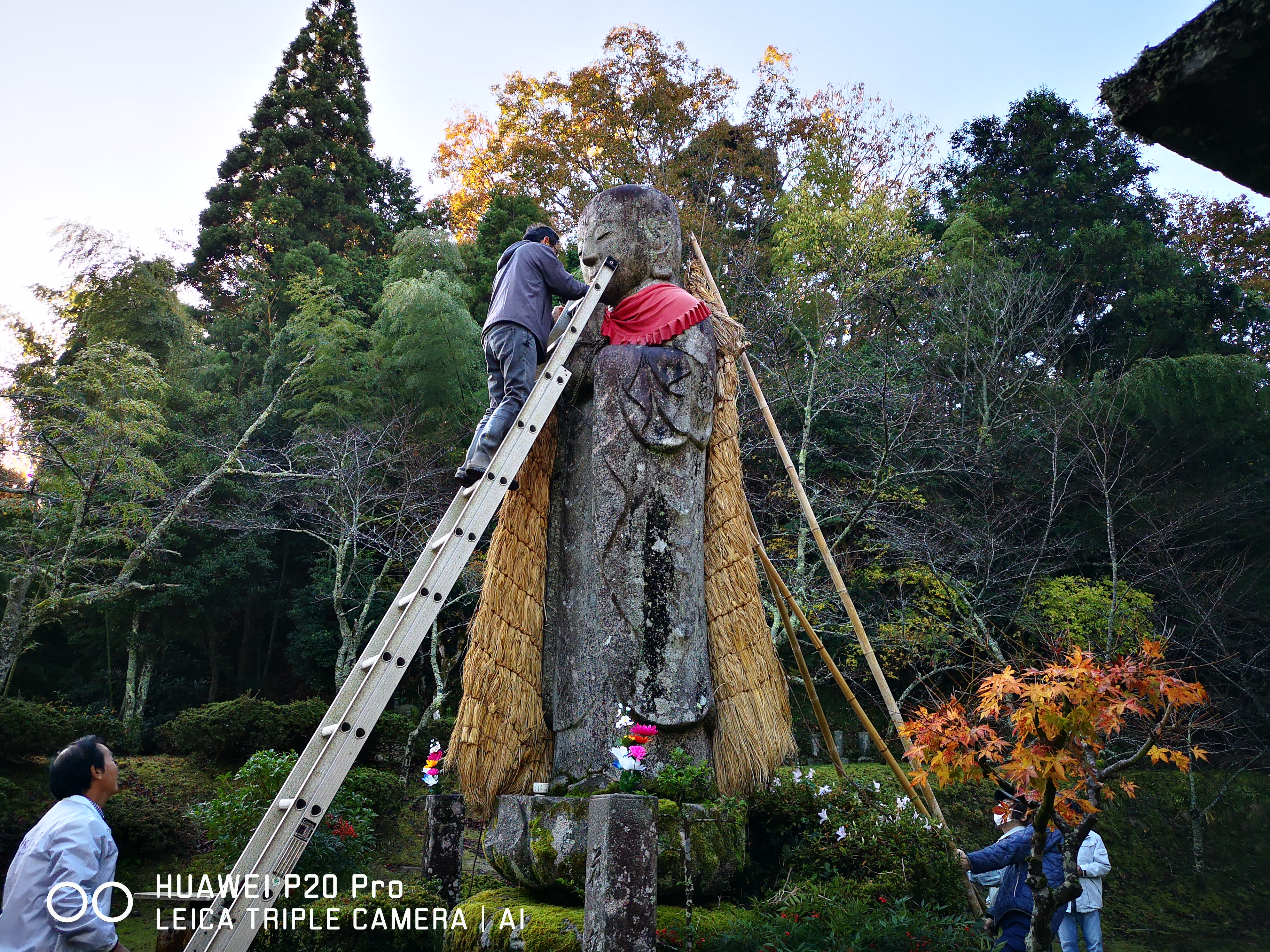
蓑着せ(3)顎の下で蓑の両端を結び、固定する。
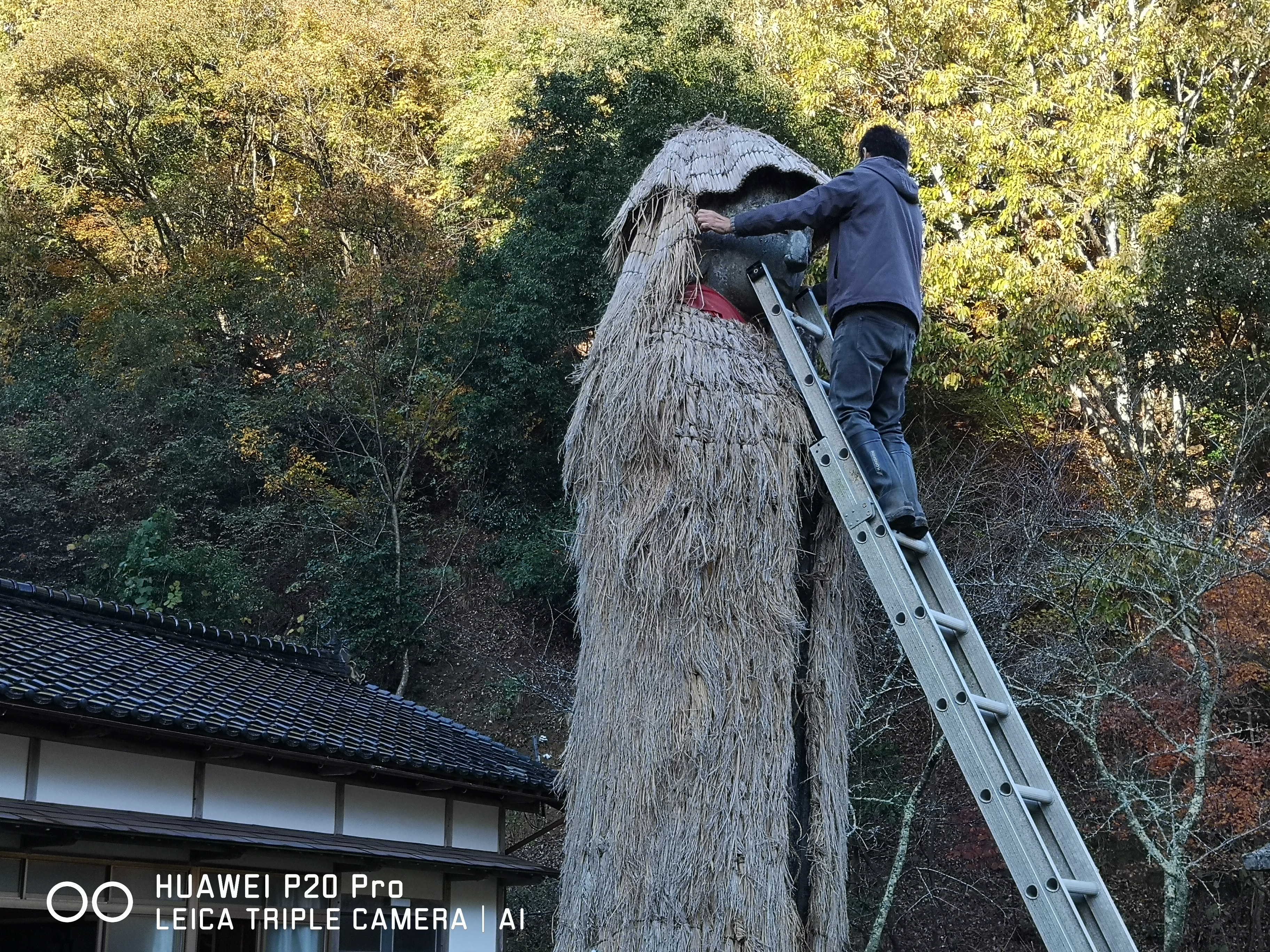
蓑着せ(4)頭巾をかぶせる
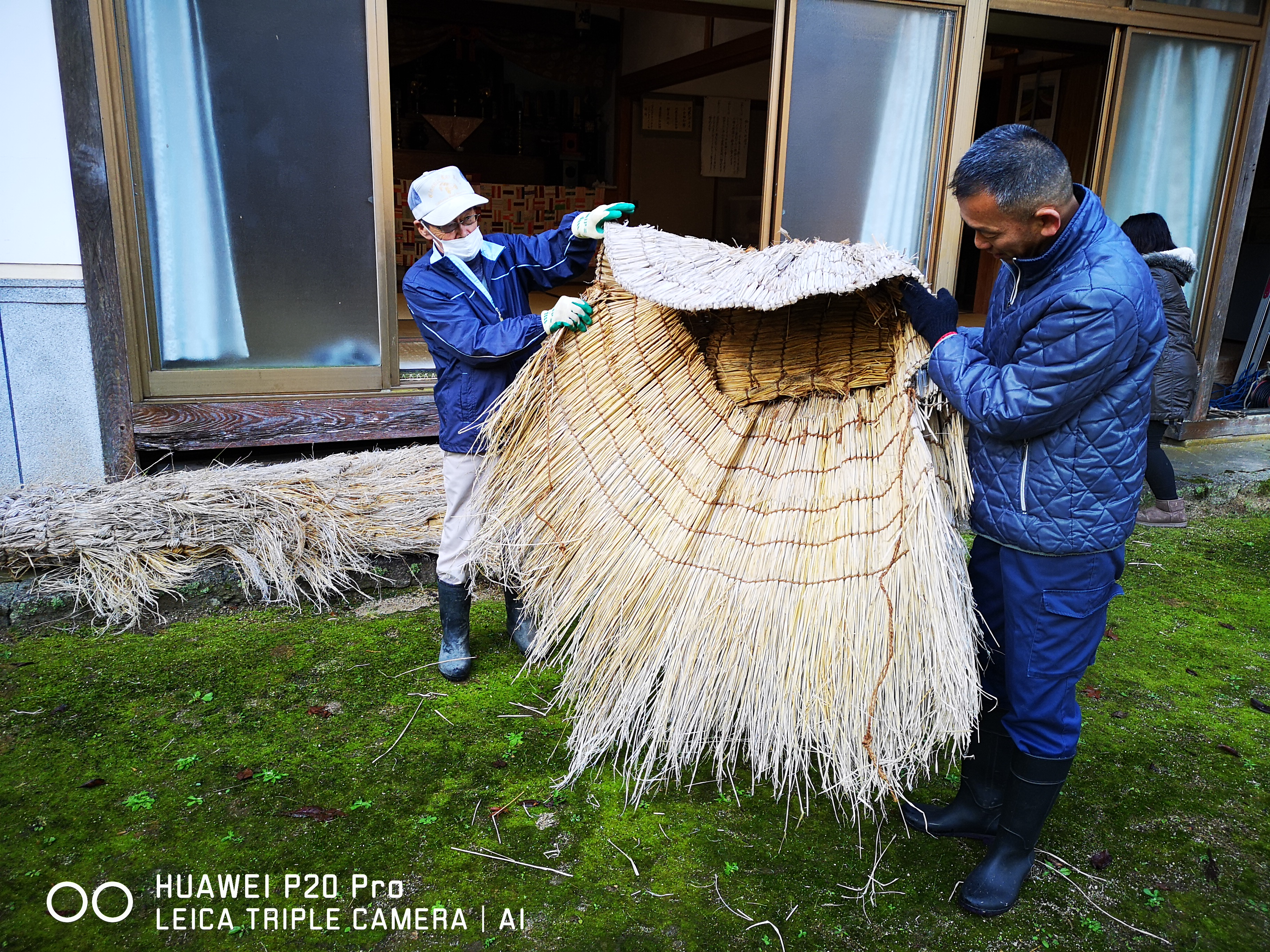
平地地蔵の頭巾。頭巾と蓑は、4年ごとに餅わらで編みなおす。

## 逸話
上常吉に伝わる民話に「地蔵さんの裁き」とよばれる話がある。呉服屋から晒の反物を盗んだ者が、それを平地地蔵に隠し、誰にも言うなと命じたところ、「わしはいわねどわれいうな」と地蔵が答えた。しばらく後、呉服屋に盗人が入った件が村で話題となり、利口な人物の提案で村中の晒木綿を繋いで地蔵を縛り、裁判の場に引き連れたところ、その中から盗難にあった晒が見つかり、盗人が発覚した。そこで地蔵が「わしはいわねどわれいうな」と述べたという。

## 平智山地蔵院

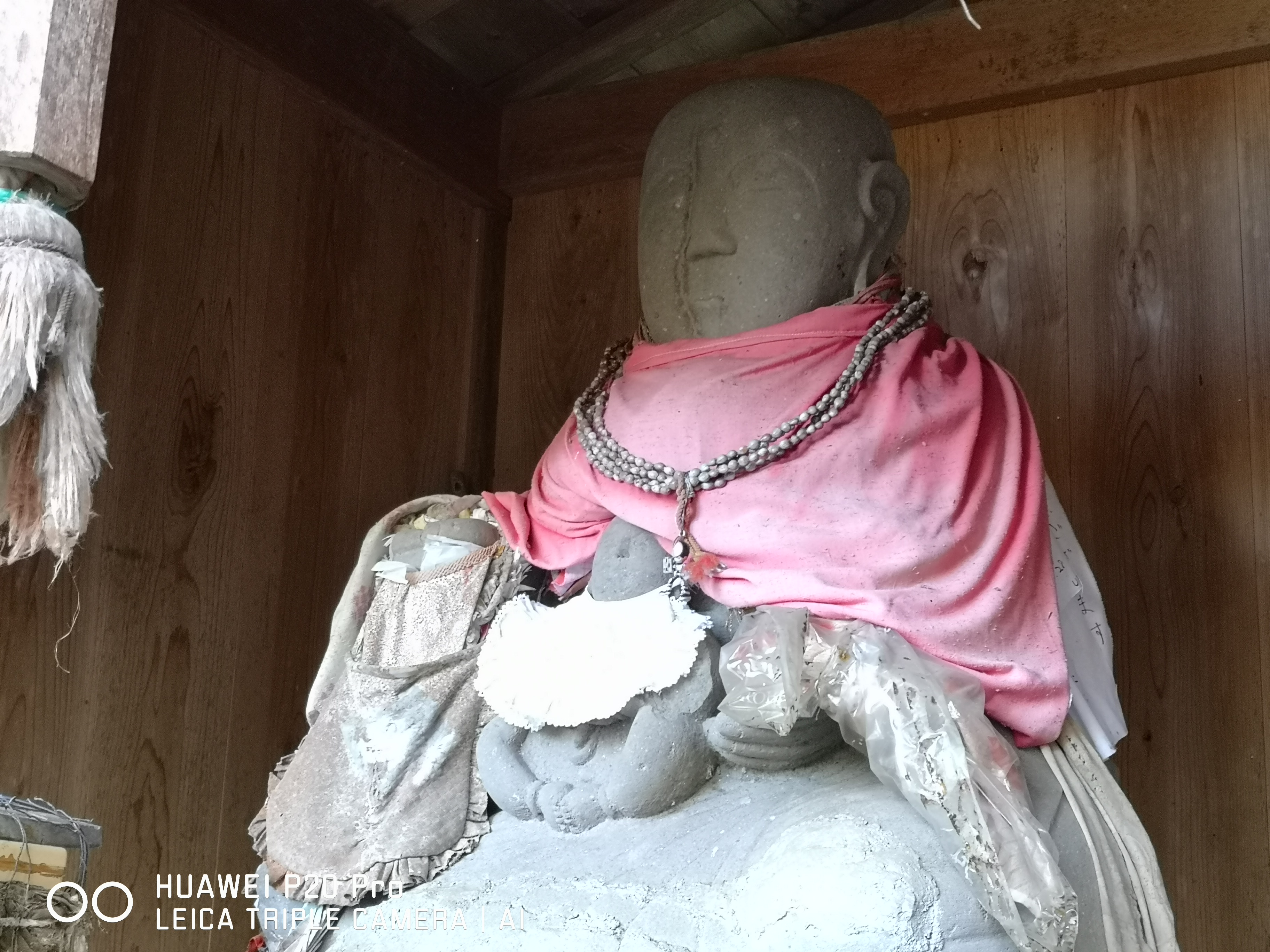
子安地蔵尊

平智山地蔵院（へいちやまじぞういん）は、平地地蔵造立の5年後、地蔵の守主である尼僧の庵寺として建立された。下常吉区の常林寺の別院である。1975年（昭和50年）4月に8世春恵尼が死去した後は無住寺となったため、常林寺と地区の世話役数人が管理を担っている。
境内には、本尊である平地地蔵のほか、石柱型の灯籠1基（高さ2.6メートル）、花瓶1対、明治32年3月に建立された地蔵尊像庵室移転記念碑（高さ1.5メートル）、昭和2年3月に建立された百年塔（高さ1.7メートルの自然石）がある。
平地地蔵を見下ろす上の段には、1間四方の小さな祠があり、台座（20センチメートル）に坐す子安地蔵尊（高さ1.2メートル）を祀る。この地蔵は男児を抱いた尊像で、安産と子授け祈願の地蔵として子女の参詣を集める。このほか、周辺にも小祠があり、地蔵を祀る。
地蔵院の下の段には、「ほろほろと 桜花散る夜を来て遊ぶ 生まれくるべき まぼろしの児が」と刻まれた歌碑のほか、『浮標』誌70号に掲載された谷口謙の詩「佳日」の前半部を刻んだ石碑などの碑石が点在する。その下の駐車場も含め、一帯を平地地蔵公園と称する。

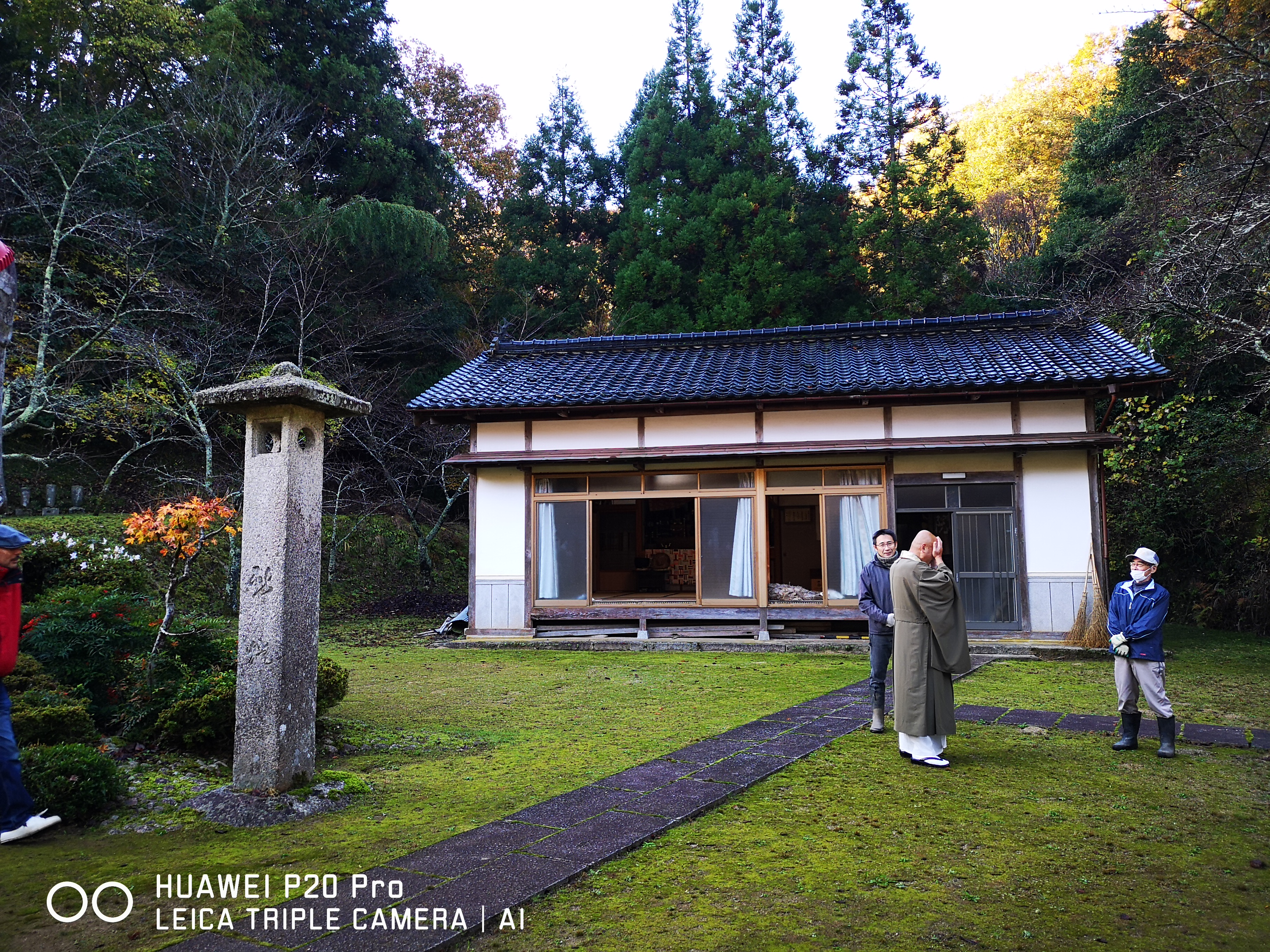
平智地蔵院 堂殿
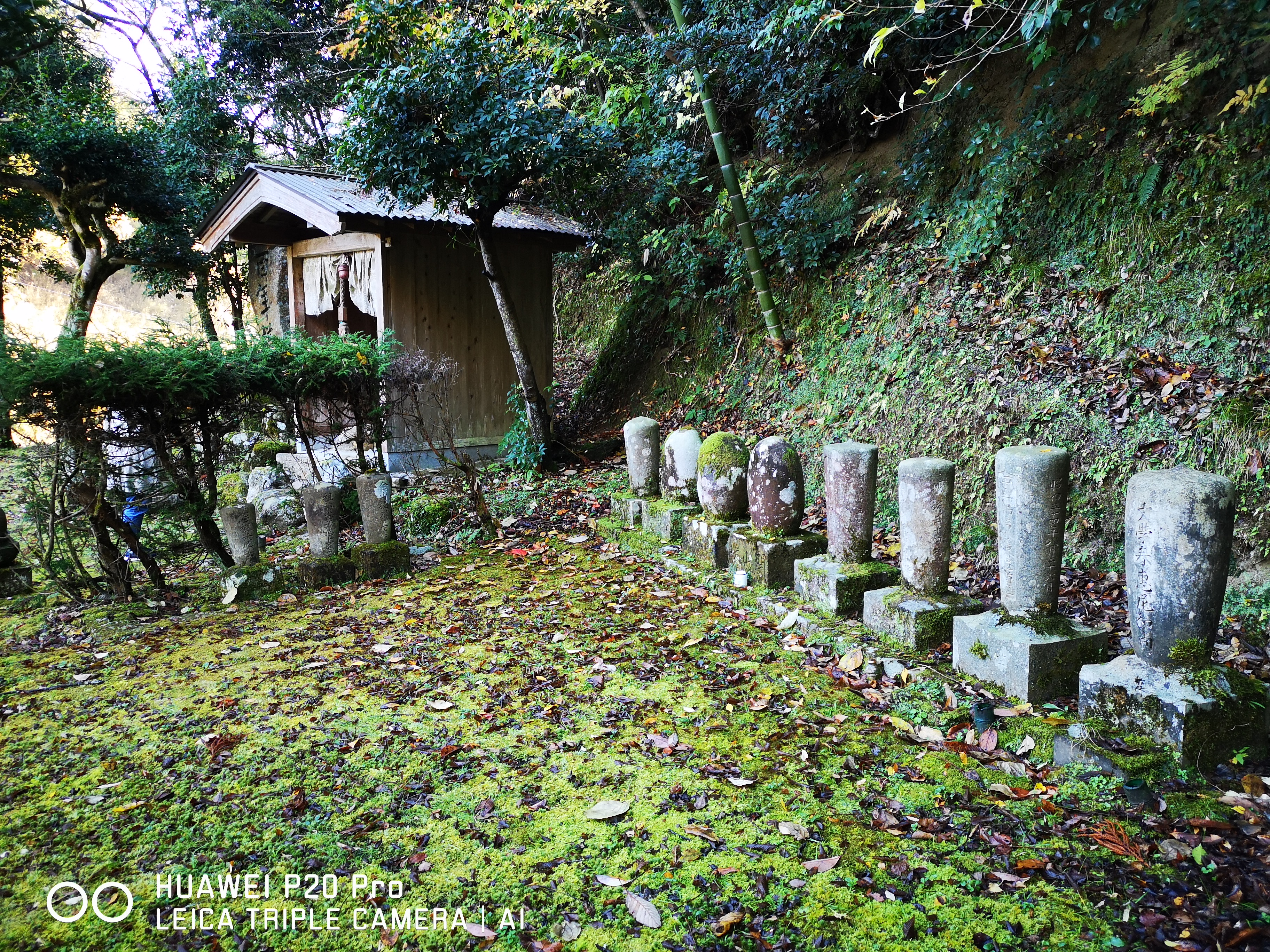
平智地蔵院代々の尼の墓と伝えられる
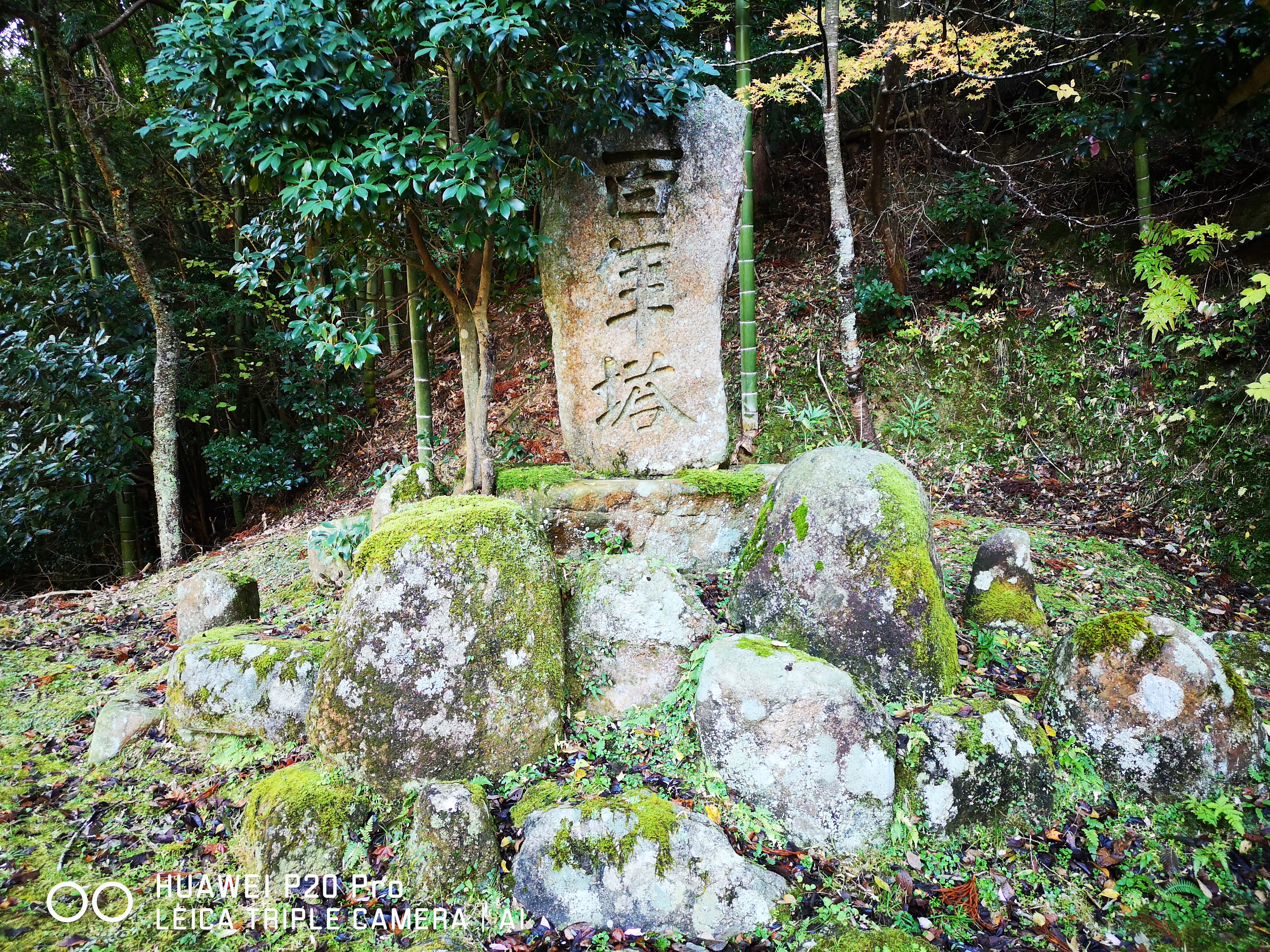
百年塔
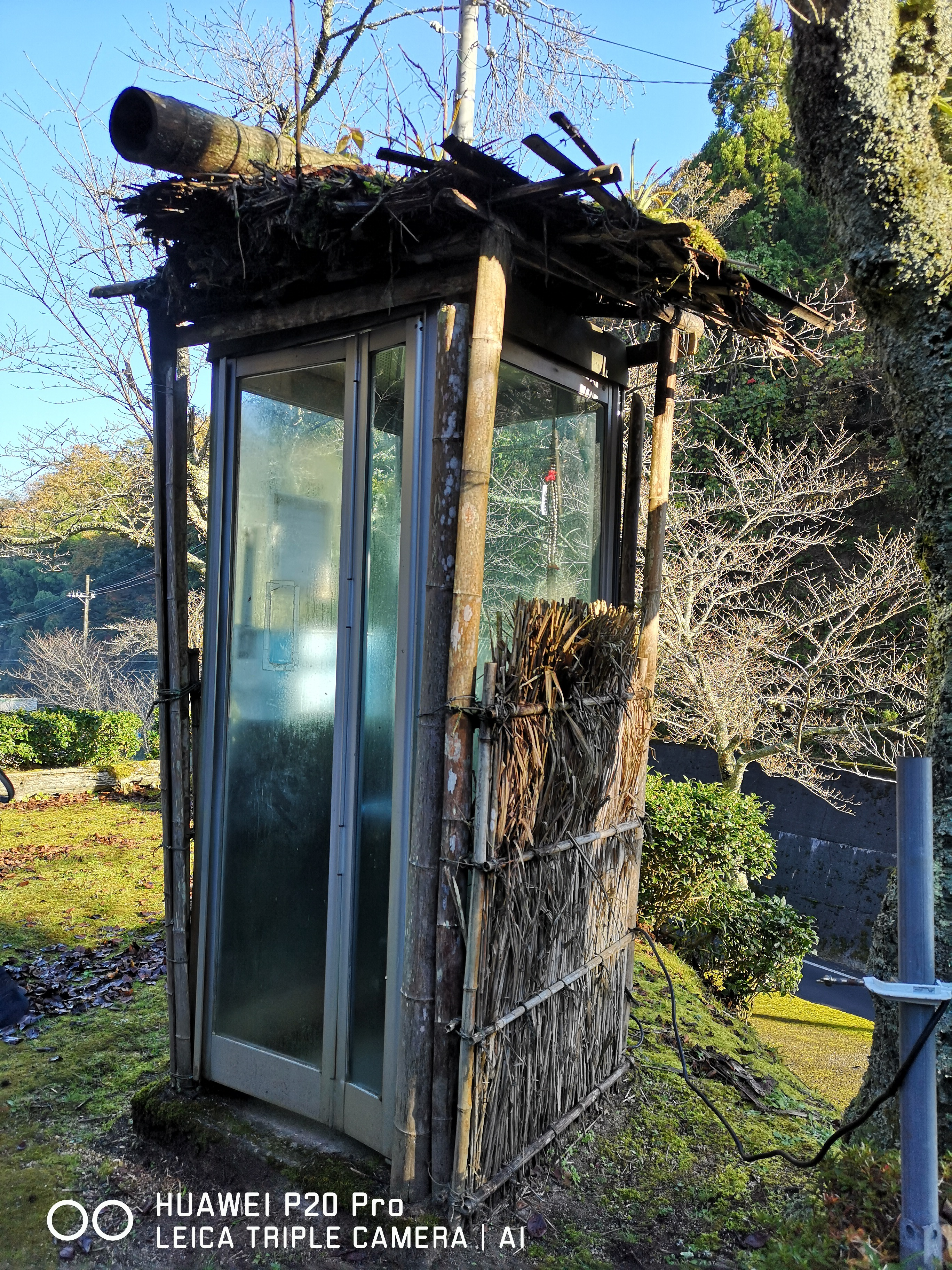
平知地蔵 情報ボックス
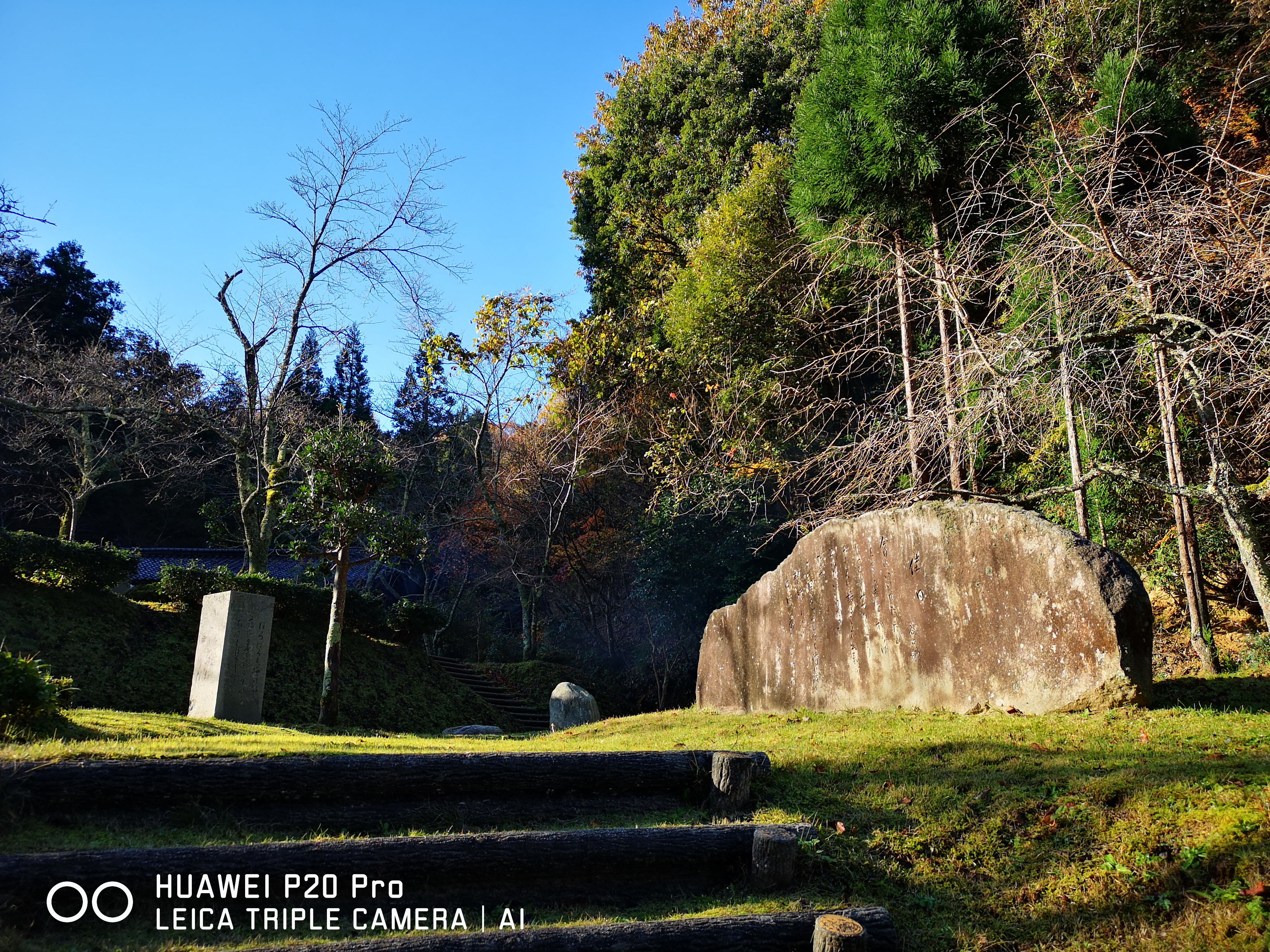
平地地蔵公園

## 現地情報

### 所在地
- 京都府京丹後市大宮町上常吉263

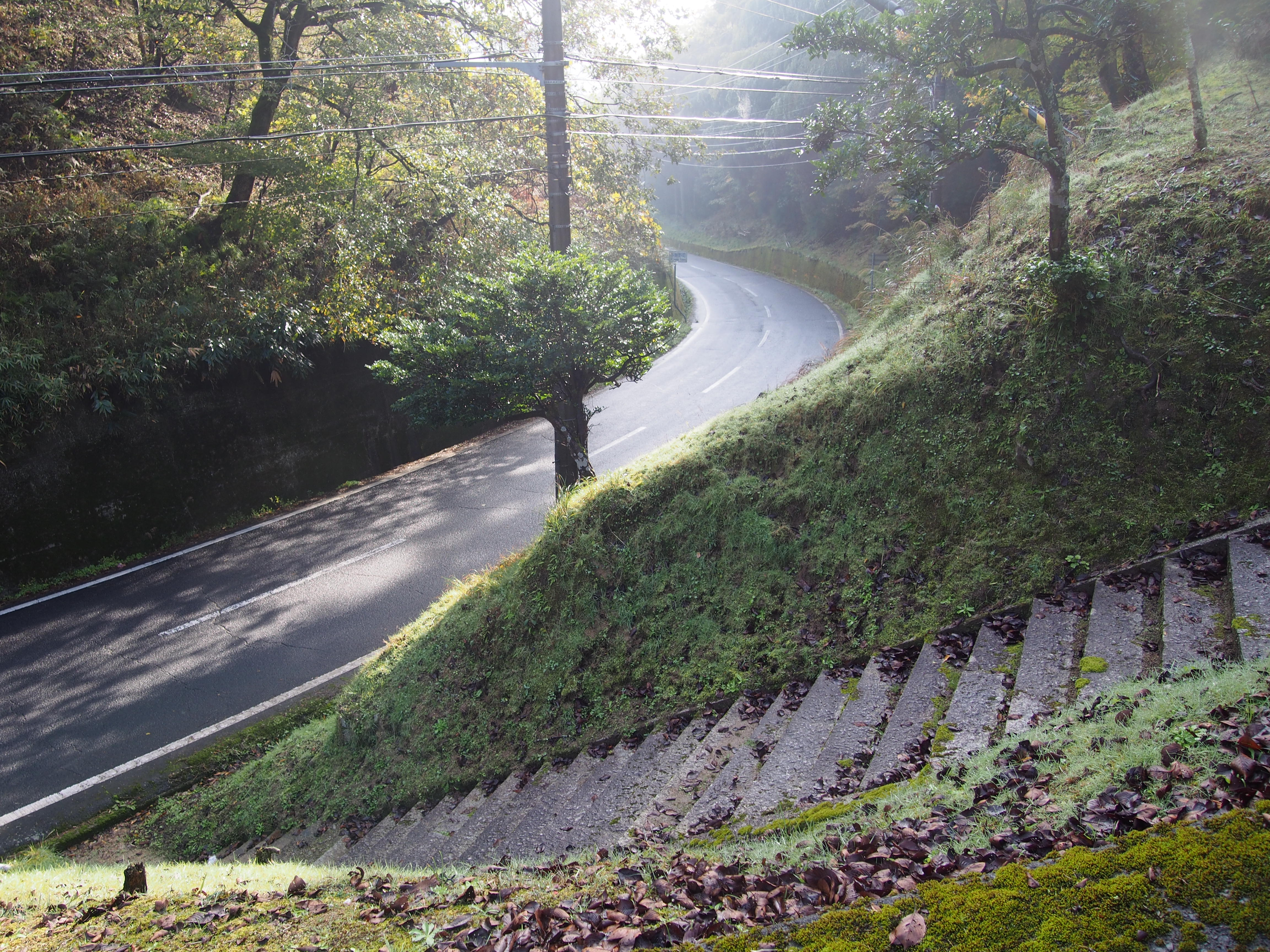
地蔵院境内から与謝野町方面を臨む。

  - 京都府道76号野田川大宮線沿い、京丹後市と与謝野町の境界付近、平地峠の頂上に位置している[2]。